# قائمة ملوك كرمة
فيما يلي قائمة غير كاملة بملوك كرمة، نشأت مملكة كرمة كدولة مستقلة من حوالي 2500 قبل الميلاد إلى 1520 قبل الميلاد، حتى تم استيعابها في الدولة المصريةولكنها عاودت الظهور لاحقًا باسم مملكة كوش.

## حكام مملكة كرمة
- كا (1900 قبل الميلاد)
- تيراها (1880 قبل الميلاد)
- أواشا (2000 قبل الميلاد - 1850 قبل الميلاد)
- يوتاتريرسيس (1850 قبل الميلاد - 1650 قبل الميلاد)
- ندجة (1650 قبل الميلاد - 1550 قبل الميلاد)
- ماكيدا (الملكة حوالي 1005 - 950 قبل الميلاد)
- اسركماني (950 قبل الميلاد)
- سب
- كاريمالا